# Dominique Gaye Mariolle
Pour les articles homonymes, voir Mariolle.
Dominique Gaye Mariolle ou Gaye-Mariole, est un militaire français né le 27 décembre 1767 au hameau de La Séoube, à quelques kilomètres au sud de Sainte-Marie de Campan, et mort le 19 juin 1818 à Tarbes.

## Biographie

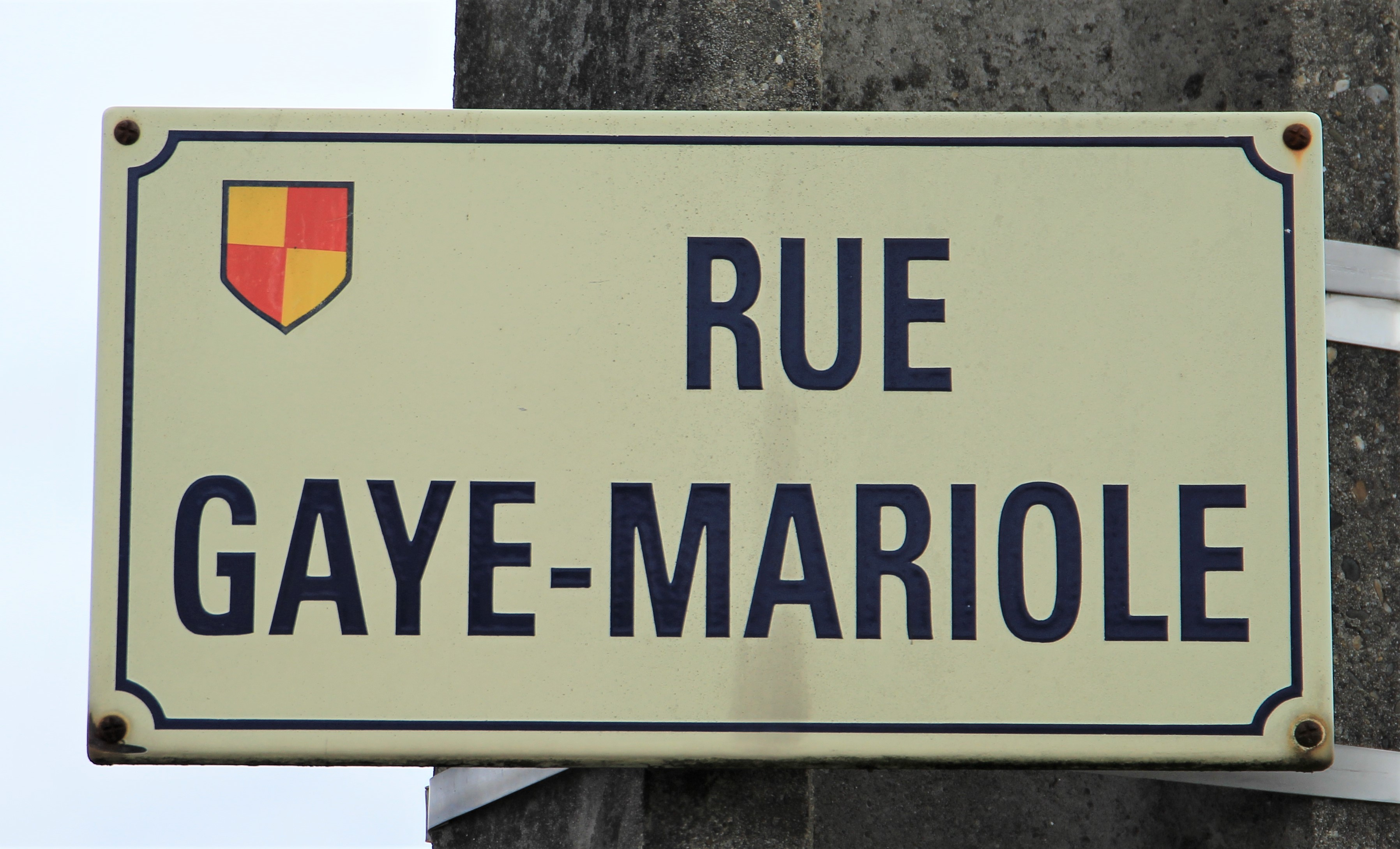
Rue de la commune de Tarbes hommage à Gaye Mariolle.

Il était le fils de Jean Mariole et de Marie Labayle Pardeilha. Bûcheron de constitution robuste, mesurant 2 mètres (6 pieds 7 pouces), il s'engage dans l'armée le 1er février 1792 au 2e bataillon de volontaires des Hautes-Pyrénées. Blessé plusieurs fois le 27 fructidor an IV à l'affaire de Saint-Georges près de Mantoue, il reçoit le sabre d'honneur puis la carabine d'honneur. En novembre 1796 au pont d'Arcole, il aurait tiré d'une mauvaise situation le général Bonaparte tombé de son cheval. Il est de tous les combats et fait preuve d'une grande bravoure.
Le 27 fructidor an IV, il est blessé d'un coup de feu à la main gauche, ce qui lui valut un sabre d'honneur. L'année d'après, le 26 nivôse, un second coup de feu lui traverse les deux cuisses et faillit entraîner une double amputation. Grâce à sa vigoureuse constitution, Gaye-Mariolle guérit, au grand étonnement des chirurgiens qui le soignent et, en récompense de sa vaillante conduite sur le champ de bataille, reçut, de son général, une carabine d'honneur. Le 5 février 1804, il est fait chevalier de la Légion d'honneur.
L'Empereur passe en revue son unité à la veille de l'entrevue de Tilsitt, en juillet 1807. Pour se distinguer, Gaye- Mariolle présente les armes, non pas avec un fusil, mais avec un canon de 4 pouces pesant une trentaine de kilogrammes. Mais il ne serait pas pour autant à l'origine de l'expression « faire le mariolle », en effet celle-ci se retrouve dans les textes dès le XVIe siècle et vient de l'italien mariolo. Cette dernière explication est contestée par le linguiste Jean-Paul Vignes.
Il se retire en 1810 avec le grade de sergent et termine sa vie à Tarbes. Il réussit encore à faire le coup de feu contre les Anglais le 20 mars 1814 avec quelques volontaires.
Mariolle sert de modèle à David pour une vaste fresque, la « Distribution des Aigles » qui représente un groupe de soldats des divers corps qui vont recevoir, des mains de l'Empereur, les étendards nouveaux à la soie tricolore parsemée d'abeilles d'or et sur la hampe desquels l'aigle impérial entrouvre ses ailes. Il figure aussi dans le tableau « L'entrevue des Empereurs à Erfurt ». Il est aussi représenté sur l'Arc de Triomphe du Carrousel à Paris, sous forme d'une sculpture  de sapeur due à Auguste Dumont.
Le tableau de David a été partiellement copié par un de ses disciples nommé Sans, sous forme de portrait séparé. Ce tableau a été donné en 1865 à la commune de Campan par Achille Jubinal, député au corps législatif pour l'arrondissement de Bagnères et mécène. Il figure en bonne place dans la salle du conseil de Campan.
En hommage à Gaye-Mariolle, il existe désormais une confrérie des Mariolles et une fête des Mariolles le deuxième dimanche de juillet avec bien sûr les Pastourelles de Campan et un « passe-rue ».
Il s'éteindra le 19 juin 1818 âgé de cinquante ans à Tarbes au n°1 de la rue de l'Orient qui se nomme aujourd'hui avenue de la Marne, au coin de la place Marcadieu, une petite maison connue sous le nom de maison de l'alphabet, car chaque fenêtre de la façade était marquée de lettres de l'alphabet.

## Postérité
- Une rue de Tarbes porte son nom.
- Sa statue trônant sur l'arc de triomphe du Carrousel du Louvre est à l'origine de l'expression "faire le mariolle".

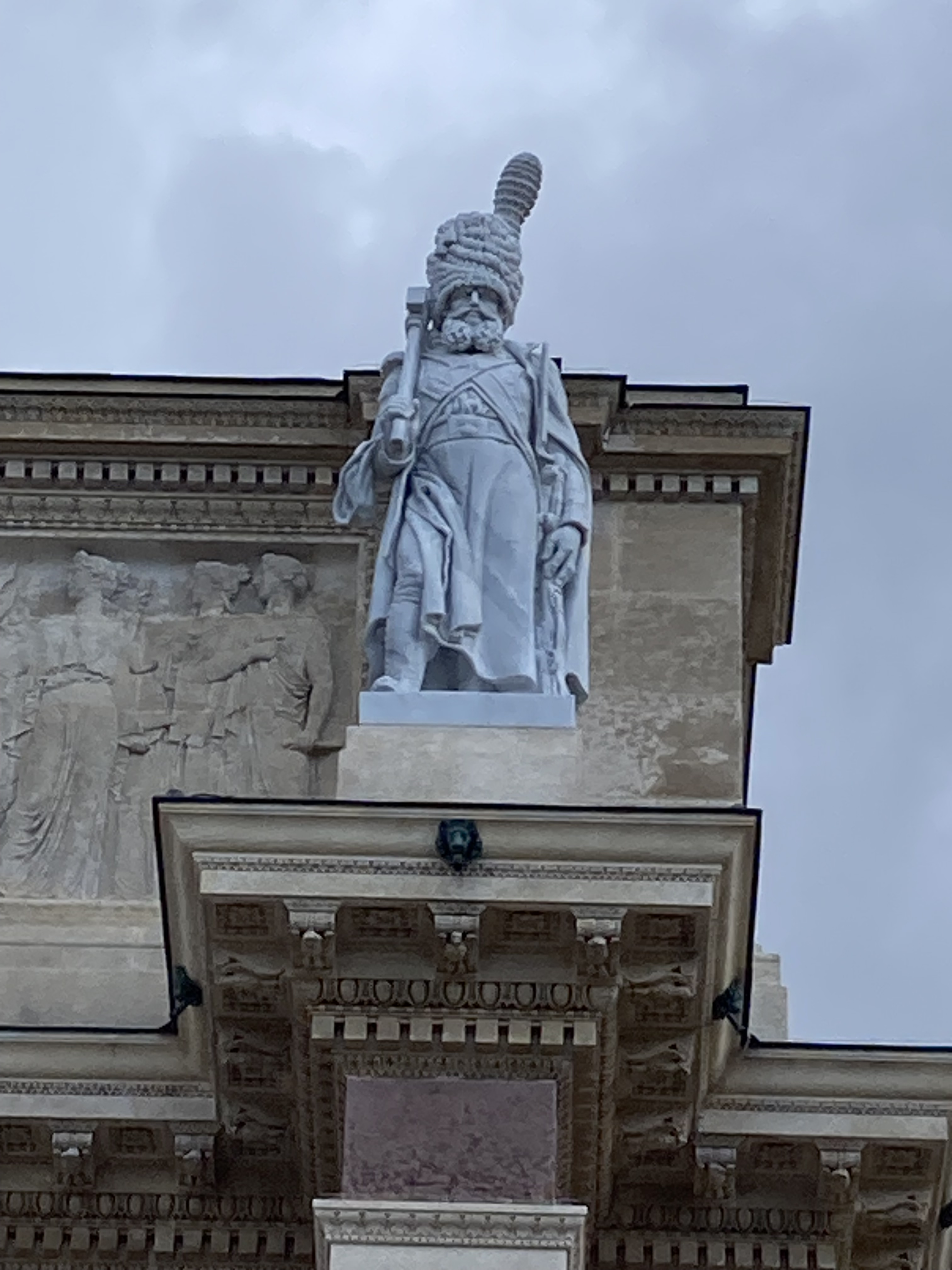
Statue du sergent Mariolle, arc de triomphe du Carrousel.

## Adaptations
Dominique Gaye Mariolle est le héros de la bande dessinée L'Homme de l'année 1815 de Sébastien Latour et Gin et Schelle , parue chez Delcourt en 2013.